# Lee Seung-il
Lee Seung-il (en hangul, 이승일; 17 de junio de 1994), es un actor surcoreano.

## Carrera
Es miembro de la agencia "WAYZ Company" (웨이즈컴퍼니).
En agosto del 2020 se unió al elenco recurrente de la serie web Twenty-Twenty, donde dio vida a Kwon Ki-jung, un joven mezquino e incómodo que molesta mucho a Chae Da-hee (Han Sung-min) y a Jung Ha-joon (Park Sang-nam).
En agosto del mismo año se unió al elenco recurrente de la serie When I Was the Most Beautiful, donde interpretó a Song In-ho, un compañero de clase de uno de los protagonistas, Seo Hwan (Ji Soo).
El 7 de octubre de 2021 se unió al elenco principal de la serie Peng (también conocida como "Fang") donde dio vida a Jeon Woo-sang.

## Filmografía

### Series de televisión
| Año  | Título                        | Personaje     | Notas       |
| ---- | ----------------------------- | ------------- | ----------- |
| 2019 | Can Love Be Refunded          | Hyun-su       | (serie web) |
| 2019 | Absolute Boyfriend            | Ma Gwi-hoon   | ep. #36     |
| 2019 | Moment of Eighteen            | Joo Hyun-jang |             |
| 2020 | Twenty-Twenty                 | Kwon Ki-jung  | (serie web) |
| 2020 | When I Was the Most Beautiful | Song In-ho    |             |
| 2021 | Peng                          | Jeon Woo-sang | [ 5 ]       |

### Películas
| Año  | Título                              | Personaje    | Notas                                                         |
| ---- | ----------------------------------- | ------------ | ------------------------------------------------------------- |
| 2020 | The Flatterer                       | Seung-il     | junto a Ryu Ui-hyun, Dong Hyun-bae, Kim Ji-min y Kim Dong-beo |
| 2021 | White Day: School of Demon Exorcism | No Dae-young | junto a Chani, Park Yoo-na, Jang Gwang y Lee Hye-ran          |